# Represa Billings
La Represa Billings es uno de los mayores y más importantes embalses de agua de la Región metropolitana de São Paulo. Al oeste limita con la cuenca hidrográfica de la Guarapiranga y, al sur, con la Serra do Mar. Sus principales ríos y arroyos son el río Grande o Jurubatuba, ribeirão Grande (situado en el municipio de Ribeirão Pires), río Pequeno, río Pedra Branca, río Taquacetuba, ribeirão Bororé, ribeirão Cocaia, ribeirão Guacuri, córrego Grota Funda y córrego Alvarenga. 

## Sistema del Río Grande

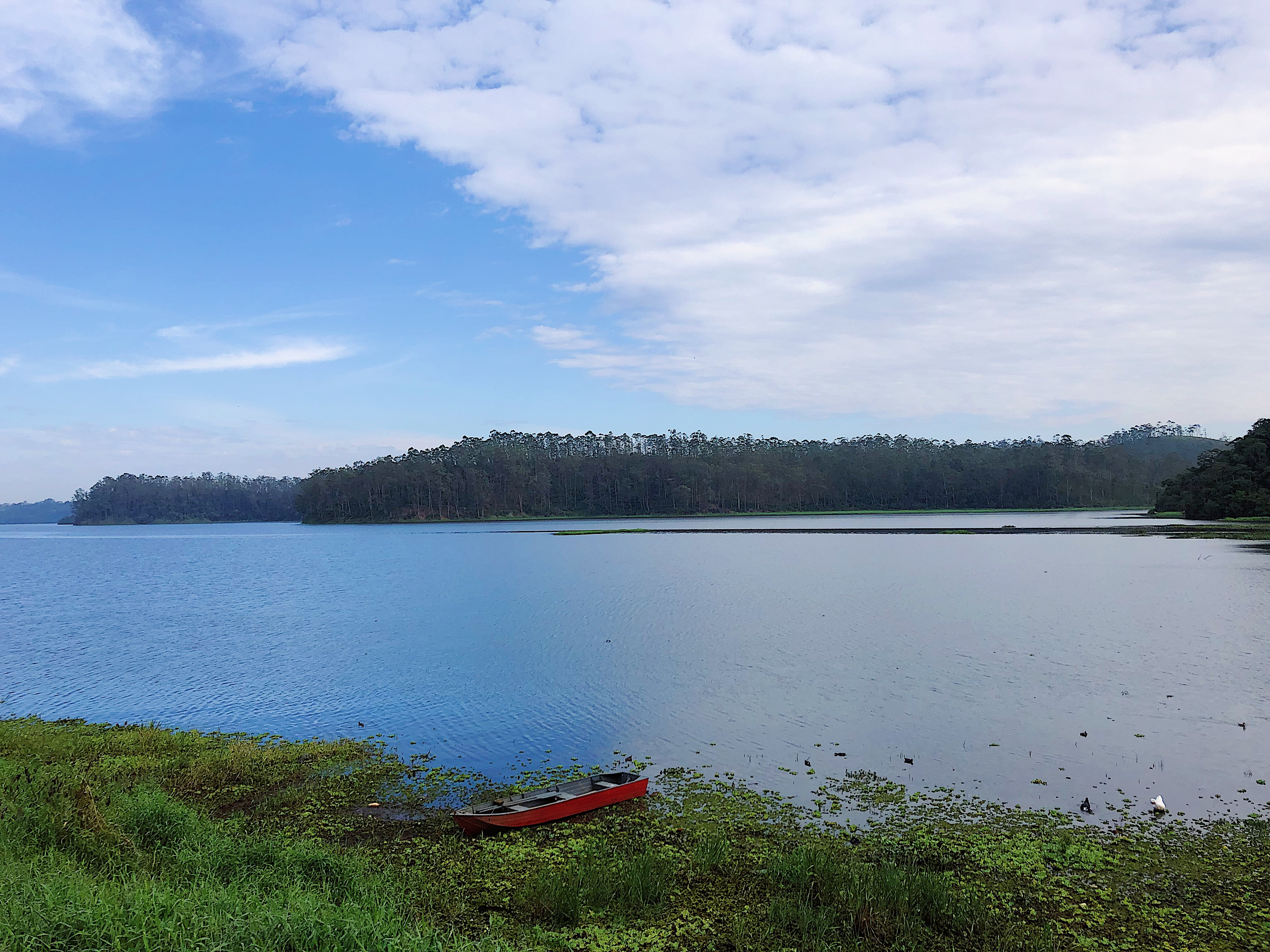
Billings rodeada de Bosque Atlántico como está en su mayor parte

El Sistema Río Grande está formado por la compartimentación del brazo del Río Grande en la represa Billings. El embalse tiene una capacidad de 11,21 mil millones de litros de agua y está situado cerca de la Carretera Anchieta.
El agua es tratada en la Estación de Tratamiento de Aguas de Río Grande, donde se producen 5,5 mil litros de agua por segundo para atender a los municipios de São Bernardo do Campo, Santo André y Diadema.

## Historia
Alrededor de 1910, el ingeniero Walter Charnley eligió los acantilados de 640 metros del Itapanhaú que desemboca en Bertioga, como emplazamiento de un gran proyecto de generación de energía en la Serra do Mar. En 1923, el ingeniero estadounidense Asa White Kenney Billings era partidario de represar el río Grande o Jurubatuba y desviar el agua por un canal llamado Summit Control hacia el córrego das Pedras, que fluye ladera abajo. 
La presa fue concebida el 27 de marzo de 1925 por el ingeniero Billings, empleado de la desaparecida São Paulo Tramway, Light and Power Company (llamada simplemente como la "Light"). Inicialmente, la presa se destinaba a almacenar agua para generar electricidad en la Usina Henry Borden, en Cubatão. 
En 1925, la "Light" inició la construcción del dique en el Río das Pedras. La represa fue inundada en 1927 y la "Light" inició la construcción de la presa del Río Grande en 1937. En la década de 1940, se construyeron las estaciones de bombeo Pedreira y Traição para aumentar el caudal de agua generando problemas ambientales.
El proyecto se amplió y, en 1949, se proyectó un nuevo embalse (rebautizado Billings), que recibiría toda el agua del Alto Tietê. A principios de la década de 1980, se construyó una presa para separar el brazo de Río Grande del cuerpo principal del embalse. Desde el 2000 existe una nueva captación en uno de los brazos más al sur, llamado Taquacetuba.

## Características
La represa Billings tiene una superficie de agua de 10.814 ha. Debido a su forma peculiar, el embalse está subdividido en ocho unidades, llamadas brazos: Río Grande, Río Pequeno, Capivari, Pedra Branca, Taquacetuba, Bororé, Cocaia y Alvarenga.
Debido al crecimiento demográfico e industrial no planificado del Gran São Paulo, especialmente durante las décadas de 1950 y 1970, la represa Billings tiene pequeños trechos contaminados con aguas residuales domésticas e industriales y metales pesados. Sólo los ramales Taquecetuba y Riacho Grande son utilizados para el abastecimiento de agua potable por la Sabesp. En 2015, el gobierno paulista decidió utilizar un brazo del río Pequeno para reforzar el Sistema Alto Tietê y abastecer al Gran São Paulo.
La pesca aficionada es muy popular debido a las especies de peces encontradas, como tilapias, lambaris, carpa común y tarariras, entre otras.